# Kia KM250
Kia KM250/K511 — капотный крупнотоннажный грузовой автомобиль повышенной проходимости с колёсной формулой 6*6, выпускаемый южнокорейской корпорацией Kia Motors с 1978 года. Он разработан на базе классического американского грузового автомобиля M35A2 со спартанской кабиной и большим кузовом.
В апреле 2020 года было заключено соглашение стоимостью в 1,4 млрд долларов США на общее количество в 10000 новых грузовых автомобилей для замены грузовых автомобилей 2,5 и 5-тонной грузоподъёмностей, находящихся на вооружении Южнокорейской армии. В частности, на смену KM250 придёт автомобиль с бескапотной кабиной и возможностью установки дополнительного бронирования.

## Модификации
- KM250 — базовая модель.
- KM251 — с удлиненной базой.
- KM255 — топливозаправщик 4540 л.
- KM256 — бак для воды на 3800 л.
- KM258 — кунг.